# Корономедузы
Корономедузы (лат. Coronatae) — отряд стрекающих из класса сцифоидных (Scyphozoa). Полипы живут на дне в хитиновых трубках, иногда в симбиозе с губками, медузы обитают в планктоне. Большинство видов — глубоководные, немногие распространены вблизи побережья. Насчитывают 47 видов, объединяемых в шесть семейств. Несмотря на миниатюрные размеры корономедуз, яд стрекательных клеток некоторых представителей отряда опасен для человека. В частности, у берегов Японии распространены случаи ужаления ныряльщиков полипами и медузами Nausithoe racemosa (яп. Iramo), которое вызывает у человека системную реакцию, проявляющуюся в форме токсикоза и аллергической реакции.

## Жизненный цикл
Как и у большинства других Medusozoa, исходно жизненный цикл протекает в форме метагенеза — чередования бесполого поколения (полипов) и полового (медуз): донные полипы путём стробиляции (апикального почкования) производят медуз, ведущих пелагический образ жизни. Для ряда представителей показано подавление стробиляции, проявляющееся в том, что медузы не отделяются от полипа. Для полипов Nausithoë planulophora описан апогамный жизненный цикл, в ходе которого почка медузы хотя и образуется, но не получает развития, тогда как тело самого полипа распадается с образованием многочисленных ресничных организмов, сходных с планулами.

## Полипы
Полипы ведут прикреплённый образ жизни, выделяя хитиновую перидерму, по форме близкую к конусу, которая одевает большую часть тела особи. Поверхность перидермы часто имеет кольчатое строение и несёт поперечную исчерченность. Описаны как колониальные, так и одиночные формы. У форм с подавленной стробиляцией в дистальной части может присутствовать система каналов, сходная с гастроваскулярной системой медуз: четыре радиальных канала и один кольцевой. Ввиду неполноты данных о жизненном цикле многих представителей, а следовательно — невозможности сопоставить друг другу полипоидные и медузоидные стадии, многие полипы были описаны как самостоятельные виды в роде Stephanoscyphus.

## Медузы
Медузы Coronatae обладают конической или куполовидной формой. Характерный облик им придаёт кольцевая борозда на внешней стороне зонтика, разделяющая его на центральный диск и корону. К периферии от кольцевой борозды расположены желеподобные утолщения — педалии (лат. pedalia). От края зонтика отходят широкие выросты — лаппеты, между которыми находятся бичевидные щупальца и органы чувств — ропалии.

## Таксономия и филогения
В настоящее время отряд рассматривают в качестве сестринской группы по отношению ископаемому отряду Conulatae, известному из отложений с эдиакара по триас. Как и полипы корономедуз, Conulatae обитали в длинных конических трубках с поперечной исчерченностью. Древнейшие же Coronatae найдены в верхнеюрских зольнхофенских известняках. Вместе эти два отряда противопоставляют всем остальным сцифоидным — Semaeostomeae и корнеротам (Rhizostomeae), объединяемым в подкласс дискомедуз (Discomedusae).